# Brownell (Kansas)
Brownell es una ciudad ubicada en el condado de Ness en el estado estadounidense de Kansas. En el año 2010 tenía una población de 29 habitantes y una densidad poblacional de 58 personas por km².

## Geografía
Brownell se encuentra ubicada en las coordenadas 38°38′23″N 99°44′45″O / 38.63972, -99.74583 (38.639630, -99.745801).

## Demografía
Según la Oficina del Censo en 2000 los ingresos medios por hogar en la localidad eran de $36,250 y los ingresos medios por familia eran $43,750. Los hombres tenían unos ingresos medios de $25,000 frente a los $28,750 para las mujeres. La renta per cápita para la localidad era de $14,765. Alrededor del 28.8% de la población estaban por debajo del umbral de pobreza.